# Danila Semerikov
Danila Michailovitsj Semerikov (Russisch Данила Михайлович Семериков) (Saratov, 19 oktober 1994)  is een Russische langebaanschaatser. Nadat Rusland wegens sancties als gevolg van Russische invasie van Oekraïne sinds 2022 werd uitgesloten van internationale wedstrijden, heeft Semerikov in februari 2025 de overstap gemaakt naar Oezbekistan. Semerikov heeft een duidelijke voorkeur voor de twee lange afstanden (5.000m en 10.000m).
Semerikov reed op 16 december 2018 in Thialf, Heerenveen een baanrecord op de 5000 meter.

## Persoonlijke records
| Afstand      | Tijd     | Datum            | Baan         |
| ------------ | -------- | ---------------- | ------------ |
| 500 meter    | 37,30    | 28 december 2018 | Kolomna      |
| 1000 meter   | 1.16,44  | 8 november 2013  | Tsjeljabinsk |
| 1500 meter   | 1.47,96  | 3 maart 2019     | Calgary      |
| 3000 meter   | 3.42,61  | 3 maart 2018     | Inzell       |
| 5000 meter   | 6.08,96  | 16 december 2018 | Heerenveen   |
| 10.000 meter | 12.57,40 | 9 februari 2019  | Inzell       |

(laatst bijgewerkt: 9 februari 2019)

## Resultaten
| Jaar | EK Allround         | WK Allround             | WK Afstanden                                       | WK Junioren              |
| ---- | ------------------- | ----------------------- | -------------------------------------------------- | ------------------------ |
| 2013 |                     |                         |                                                    | 34e 1500m 20e 5000m      |
| 2014 |                     |                         |                                                    | 11e (17e, 12e, 17e, 10e) |
| 2015 |                     |                         | 23e massastart 4e achtervolging                    |                          |
| 2016 |                     |                         | 24e massastart                                     |                          |
| 2017 |                     | NC21 (22e, 18e, 22e, -) | 18e 5000m 10e 10.000m 24e massastart               |                          |
| 2018 |                     | NC8 (18e, 5e, 15e, DQ)  |                                                    |                          |
| 2019 | DQ (11e, 4e, DQ, -) | 7e (20e, 6e, 20e, 6e)   | 8e 5000m · 10.000m · 8e massastart · achtervolging |                          |
| 2020 |                     |                         | 16e 5000m · 22e massastart · achtervolging         |                          |
| 2021 |                     |                         | 4e 5000m · 9e massastart · achtervolging           |                          |

(#, #, #, #) = afstandspositie op juniorentoernooi (500m, 3000m, 1500m, 5000m) of op allroundtoernooi (500m, 5000m, 1500m, 10.000m).
NC21 = niet gekwalificeerd voor de laatste afstand, maar wel als 21e geklasseerd in de eindrangschikking